# Adam Szymczyk
Adam Szymczyk (Piotrków Trybunalski, 1970) è uno storico dell'arte polacco.

## Biografia
Szymczyk ha studiato storia dell'arte presso l'Università di Varsavia. Negli anni '90 partecipa al centro d'arte di Amsterdam, De Appel. Nel 1997 ha fondato Fundacja Galerii Foksal (Foksal Gallery Foundation) a Varsavia. Dal 2003 è stato direttore della Kunsthalle Basel. Nel 2008 è stato co-curatore della quinta Biennale di Berlino. Il New York Times lo ha definito "la superstar dei curatori"; Nel 22 novembre 2013 ha presentato il Documenta 14.

## Premi
- 2011 – Walter Hopps Award for Curatorial Achievement der Menil Foundation[2]